# Eremias kakari
Eremias kakari — вид ящірок роду ящурка (Eremias) родини ящіркових (Lacertidae). Описаний у 2020 році.

## Назва
Вид присвячений пуштунському племені Какар, що населяють гори Торгар в районі хребта Тоба Какар, де були зібрані голотип і паратипи.

## Поширення
Ендемік Пакистану. Мешкає у горах округу Кілла-Сайфулла провінції Белуджистан на заході країни.

## Спосіб життя
Населяє кам'янисті пустелі на висоті 2500 метрів над рівнем морем.